# O'Flaherty
Gli O'Flaherty (Medio irlandese: Ó Flaithbheartaigh; Irlandese moderno: Ó Flaithearta), sono un clan gaelico irlandese localizzato soprattutto nell'attuale Contea di Galway. Il nome del clan è nato nel X secolo come un derivato del suo fondatore Flaithbheartach mac Eimhin. Discendono in linea paterna dagli Uí Briúin Seóla del Connacht. Originariamente erano re di Maigh Seóla e Muintir Murchada e come membri dell'Uí Briúin erano parenti degli Ó Conchubhair e Mac Diarmada, tra gli altri. Dopo che il loro re Cathal mac Tigernán perse il regno a spese di Áed in Gai Bernaig nell'XI secolo, la famiglia fu spinta più a ovest verso Iar Connacht, un territorio associato oggi al Connemara. Il clan ha continuato a governare questa terra fino al XVI secolo.

## Storia

### Origini mitiche
Uí Briúin Seóla fu uno dei rami principali della potente dinastia Uí Briúin, che era diventata la forza dominante nel Connacht dall'VIII secolo. Le genealogie elencano due figli di Murchadh mac Maenach: Urchadh e Urumhain. Urchadh mac Murchadh, re di Maigh Seóla (elencato anche come re di Iar Connacht) era padre di Bébinn inion Urchadh, principessa di Uí Briúin Seóla e regina di Thomond. Bébinn sposò Cennétig mac Lorcáin di Thomond ed ebbe un figlio che sarebbe diventato il re supremo d'Irlanda: Brian Bóruma mac Cennétig, più noto come Brian Boru (941–1014 ca.) . Brian ruppe il monopolio degli Uí Néill sull'Alta Regalità d'Irlanda e lottò per unire l'Irlanda come popolo sotto lo stesso re. Suo padre, Cennétig mac Lorcáin di Thomond, era uno dei principali leader della resistenza alle incursioni danesi dei vichinghi. Cennétig aveva diverse mogli e figli, ma assegnò a Bébinn il ruolo di madre di Brian Bóruma.
Sua sorella Creassa inion Urchadh era una moglie del re Tadg mac Cathail di Connacht, mentre un'altra sorella, Caineach inion Urchadh, sposò l'antenato del Clann Coscraig degli Uí Briúin Seóla. Suo fratello, Donnchadh mac Urchadh, succedette al padre come re di Maigh Seóla (943-999).
Come gli Uí Briúin Seóla, gli Uí Briúin Ai erano un ramo importante della dinastia Uí Briúin, da cui discendevano i sovrani medievali Ua Conchobair (O'Conor) di Connacht, incluso l'ultimo alto re d'Irlanda, Ruaidrí Ua Conchobair.
La stirpe e la regalità della famiglia Ó Flaithbertaigh risalgono a Brión mac Echach Muigmedóin, re di Connacht, fratellastro di Niall dei Nove Ostaggi. Il loro padre, Eochaid Mugmedon mac Muiredach, era, secondo la leggenda, anche 122º sommo re d'Irlanda ed era un discendente diretto di Míl Espáine (c. 1763 a.C. - c. 1699 a.C.). La linea di sangue di Míl Espáine produsse re in successione per oltre 3000 anni. La regalità fu tramandata ai discendenti diretti solo a partire da Érimón mac Míl Espáine, 2° sommo re d'Irlanda figlio di Míl Espáine.

### Re di Iar Connacht
Il primo a portare il nome di famiglia fu Muireadhach ua Flaithbheartach, re di Maigh Seóla, morto nel 1034. Ebbe tre figli: Ruaidhrí di Lough Cimbe, Donagh Aluinn e Aedh. Da Ruaidhrí e Donagh discesero gli O'Flaherty dell'Est e dell'Ovest Connemara.
Negli Annali dei Quattro Maestri si dice che Rúaidhri Ua Flaithbheartaigh, re di Iar Connacht, morì nella battaglia di Glen Patrick nel 1061.
L'anno seguente gli annali registrano che Tadhg, figlio di Aedh Ua Conchobhair (O'Connor), fu "ucciso dal figlio di Aedh, figlio di Ruaidhri (O'Flaherty) dal popolo di Iar Connacht". Da questo punto in poi, la famiglia fu costretta ad entrare nello Iar Connacht, poiché i re di Connacht della dinastia O'Conor presero per sé la patria originale degli O'Flaherty.
Aedh Ua Flaithbheartaigh, (re di Iar Connacht, morto nel 1079) fu il terzo portatore del cognome Ua Flaithbheartaigh a governare sul Muintir Murchada. Aedh fu ucciso nel 1079 da Ruaidrí na Saide Buide (Ruaidrí Ua Conchobair, anglicizzato Roderic O'Connor, morto nel 1118), che a sua volta fu accecato da Flaithbertaigh Ua Flaithbertaigh (Flaherty O'Flaherty), re di Iar Connacht, nel 1092.
Il successivo re di Iar Connacht, Muireadhach Ua Flaithbheartaigh (morto nel 1121), e i suoi discendenti, rimasero fedeli a agli Ó Conchobair.
Prima della fine del XIII secolo, il clan Ó Flaithbertaigh divenne padrone dell'intero territorio di Iar Connacht, estendendosi dalle sponde occidentali del Lough Corrib fino alle coste dell'Atlantico. Nel 1230, i Normanni invasero l'Irlanda e presero Galway. Ai nativi irlandesi era proibito entrare liberamente in città. Nel XVI secolo, Ó Flaithbertaigh costruì una casa a torre chiamata Castello di Aughnanure, che era presente su un francobollo irlandese ed è ora un monumento nazionale e una destinazione turistica, gestita dall'Ufficio dei lavori pubblici.

## Armi e motto
l motto del clan è Fortuna Favet Fortibus, o "La fortuna aiuta gli audaci" che potrebbe essere stato ispirato dalla stessa linea nell'Eneide di Virgilio. Lo stemma raffigura "due lucertole rosse o draghi combattenti rampanti, che sostengono una mano rossa, accoppiata ai polsi, in base una barca nera con otto remi". Le due lucertole rosse o draghi sono spesso confuse con i leoni della tradizione araldica inglese. Spesso una salamandra grigia o verde è raffigurata su un elmo nero o grigio sopra lo stemma.